# Teplá (Chebi járás)
Teplá község Csehországban a Chebi járásában. 2007. január 1-jéig a Karlovy Vary-i járáshoz tartozott. Teplá Chodová Planá, Bezdružice, Lestkov, Ovesné Kladruby, Mnichov, Otročín, Toužim, Nová Ves és Úterý településekkel határos. Lakosainak száma 2903 fő (2025. január 1.).

## Népesség
A település lakosságának változását az alábbi diagram mutatja:
| Lakosok száma | 6996 | 7426 | 7017 | 3444 | 2924 | 2981 | 2961 | 2954 | 2909 | 2903 |
|               | 1869 | 1900 | 1921 | 1961 | 1991 | 2011 | 2017 | 2020 | 2022 | 2025 |

## Településrészek
Babice, Beranov, Beranovka, Bezvěrov, Bohuslav, Číhaná, Heřmanov, Jankovice, Kladruby, Klášter, Křepkovice, Mrázov, Nezdice (Teplá), Pěkovice, Popovice, Poutnov, Rankovice, Služetín, Staré Sedlo, Zahrádka.